# Bob Lacourse
Joseph Gustave Robert „Bob“ Lacourse (* 14. Dezember 1926 in Montreal; † 31. Januar 2013 in Saint-Jérôme) war ein kanadischer Radrennfahrer und nationaler Meister im Radsport.

## Sportliche Laufbahn
Lacourse war im Bahnradsport und im Straßenradsport aktiv. 1941 begann er im Alter von 15 Jahren mit dem Radsport. 1948 war er Teilnehmer der Olympischen Sommerspiele in London. Im Sprint schied er im Vorlauf gegen Mario Ghella aus, gewann den Hoffnungslauf gegen Adolfo Romero und verlor in der nächsten Runde gegen Reg Harris. Er gewann die nationalen Meisterschaften im 100-Meilen-Straßenrennen 1946 und 1948, auf der Viertelmeilen-Distanz 1947 und dem 10-Meilen-Rennen (Punktefahren) 1948. Lacourse wurde 1950 Profisportler und fuhr eine Reihe von Sechstagerennen in Nordamerika. Nach Beendigung seiner sportlichen Karriere betrieb er ein Radsportgeschäft bei Québec.